# Michel Massot

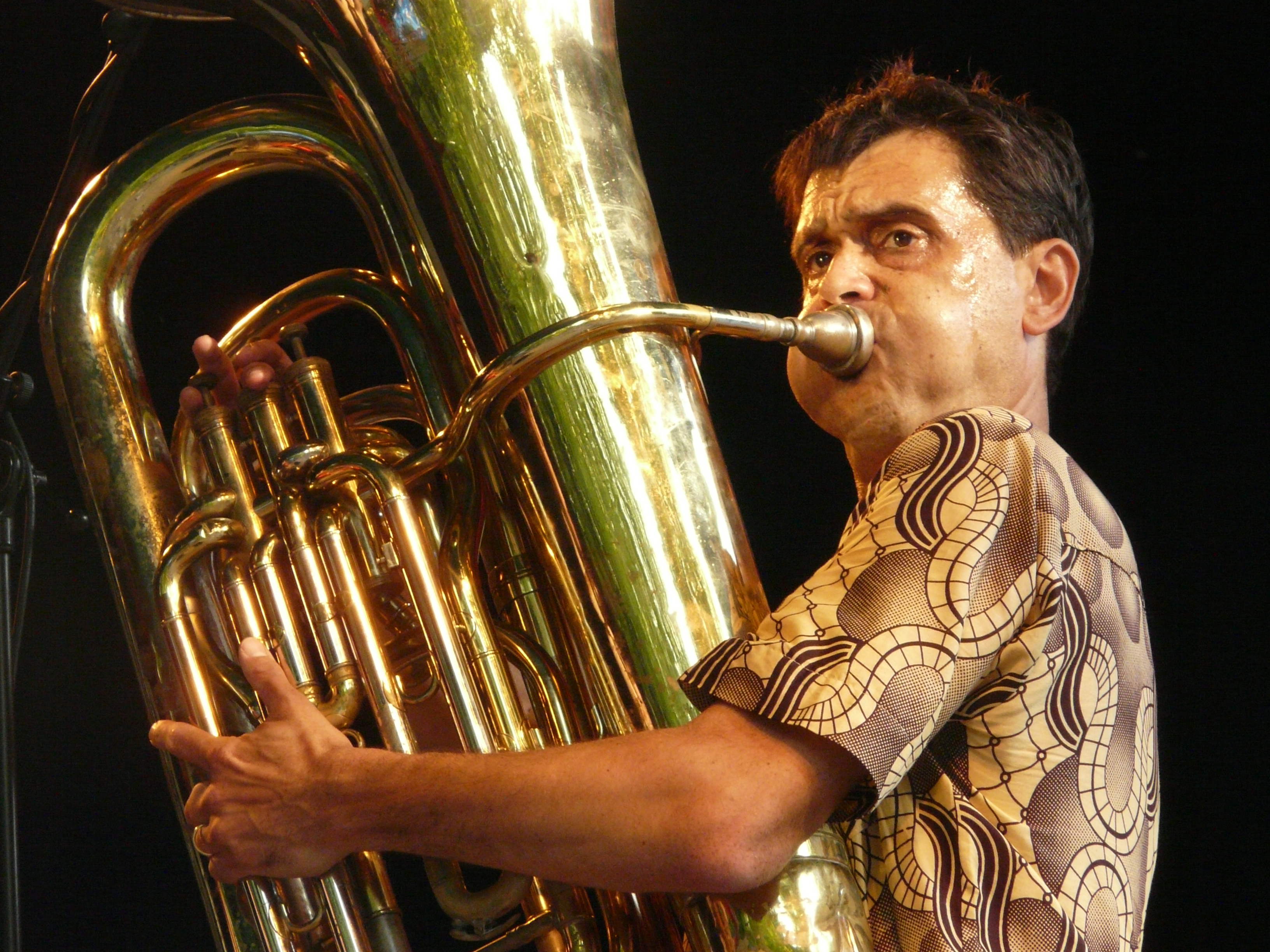
Michel Massot 2010

Michel Massot (* 25. Oktober 1960 in Halle (Belgien)) ist ein belgischer Jazz- und Improvisationsmusiker (Tuba, Euphonium und Posaune).

## Leben und Wirken
Massot studierte Tuba und Posaune am Conservatoire royal de Liège.  Über Garrett List, Henri Pousseur und Jean-Pierre Peuvion wurde er bald in die Improvisations- und Neue-Musik-Szene eingeführt. Mit Fabrizio Cassol und dem Schlagzeuger Michel Debrulle gründete er 1984 das Trio Bravo, mit dem er mehrere Alben aufnahm und durch Europa und Nordamerika tourte. Nach dem Weggang von Cassol, dessen Platz Laurent Dehors einnahm, entwickelte sich daraus 1993 ein Trio Grande.
Auch gehörte er zum Improvisationsensemble La Grande Formation, zu Andy Emlers Mega Octett, zu Laurent Blondiaus Mâäk’s Spirit, zum Orchester von Klaus König (At the End of the Universe - Hommage a Douglas Adams, Reviews, Songs and Solos) und zur französischen Bigband Tous Dehors. Aktuell ist er Mitglied in dem Septett Rêve d'Eléphant Orchestra.
Massot spielte auch Solo-Auftritte und Duo-Konzerte mit dem Posaunisten Geoffroy de Masure. Weiterhin arbeitete er mit Claude Barthélemy, Hélène Labarrière, Evan Parker, Christof Lauer, Wolfgang Puschnig, Sophia Domancich, Han Bennink und Michel Hatzigeorgiou. Er ist auch auf Alben von Kris Defoort, Christophe Marguet, Marc Ducret und David Chevallier zu hören.
Massot ist als Lehrer am Conservatoire de Liège tätig.

## Diskographische Hinweise
- Bathyscaphe V (mit Ariane De Bièvre, Liam Fennely, Michel Debrulle, Véronique Ravier; Igloo 1994)
- Trio Grande Un matin plein de promesses (mit Laurent Dehors, Matthew Bourne, Michel Debrulle; De Werf 2007)
- Michel Massot-Tuur Florizoone-Marine Horbaczewski Balades Éphémère (Aventura Musica 2013)
- Aurélie Dorzée, Tom Theuns, Michel Massot: Elixir (Homerecords.be,  2019)